# تشارلز أونيل
تشارلز أونيل (بالإنجليزية: Charles O'Neal)‏ (6 يناير 1904، ريفورد في الولايات المتحدة - 29 أغسطس 1996، بيفرلي هيلز في الولايات المتحدة)؛ كاتِب، سيناريست وروائي أمريكي.

## روابط خارجية
- تشارلز أونيل على موقع IMDb (الإنجليزية)
- تشارلز أونيل على موقع ألو سيني (الفرنسية)
- تشارلز أونيل على موقع أول موفي (الإنجليزية)
- تشارلز أونيل على موقع قاعدة بيانات برودواي على الإنترنت (الإنجليزية)
- تشارلز أونيل على موقع قاعدة بيانات الأفلام السويدية (السويدية)
- تشارلز أونيل على موقع قاعدة بيانات الفيلم (الإنجليزية)